# Lasius peritulus
Lasius peritulus är en myrart som först beskrevs av Cockerell 1927.  Lasius peritulus ingår i släktet Lasius och familjen myror. Inga underarter finns listade i Catalogue of Life.